# قيصر كاسكابل
قيصر كاسكابل (بالفرنسية: César Cascabel)‏، هي رواية من تأليف الروائي جول فيرن صدرت عام 1889.

## روابط خارجية
- Text of the novel in French
- (مسلسل تلفزيوني)